# Experimentelle Philosophie
Experimentelle Philosophie (oft X-Phi abgekürzt) ist eine junge philosophische Strömung, in welcher Methoden der empirischen Sozialwissenschaften und insbesondere der Experimentalpsychologie angewandt werden. Dies dient meist dem Zweck, herauszufinden, wie gemeinhin bestimmte Problemfälle beurteilt werden. Mit den Methoden der empirischen Wissenschaften führen diese Philosophen Experimente zum menschlichen Denken durch und verwenden die Ergebnisse, um für philosophische Thesen zu argumentieren. Die experimentelle Philosophie lässt sich von der empirisch informierten Philosophie abgrenzen.

## Aufteilungen
Empirisch informierte Philosophen führen selbst keine Experimente durch, sondern verwenden empirische Resultate für ihre philosophischen Argumente.
Innerhalb der experimentellen Philosophie lassen sich wiederum zwei Hauptströmungen unterscheiden. Vertreter des sogenannten "positiven Programms" beabsichtigen, das Methodenarsenal der Philosophie lediglich um experimentelle Methoden zu ergänzen. Vertreter des "negativen Programms" kritisieren die Vorgehensweise der traditionellen Philosophie mithilfe experimenteller Studien.

## Entwicklung im zeitlichen Verlauf
Eine andere Bedeutung hatte der Begriff im 17./18. Jahrhundert: Als experimentelle Philosophie wurde die namentlich von Galileo Galilei und Isaac Newton neu begründete Naturwissenschaft bezeichnet, in der nicht mehr die philosophischen Grundsätze, sondern die Beobachtungen das höchste Wahrheitskriterium darstellten.
Heutige experimentelle Philosophen argumentieren, dass uns empirische Ergebnisse philosophischer Probleme von Nutzen sein können, indem sie uns helfen, die psychologischen Prozesse hinter sog. „philosophischen Intuitionen“ zu verstehen. Dieser philosophische Gebrauch empirischer Ergebnisse ist umstritten; viele Philosophen sehen ihn als gegensätzlich zu jener Art der Philosophie an, die nur a priori Argumente nutzt, also der sog. „Fauteuilphilosophie“. Der Ausdruck bezeichnet ein Verständnis des Philosophierens als einer Tätigkeit, die völlig auf Erkenntnissen basiert, die man durch Reflexion in einem bequemen Lehnsessel (französisch: Fauteuil) erhalten kann. Uneinigkeit existiert also darüber, welches die besten Methoden des Philosophierens seien, wobei die experimentelle Philosophie sowohl auf begeisterte Zustimmung als auch auf vehemente Kritik stößt.

## Themen und Schwerpunkte
Die Themen der experimentellen Philosophie kreisten zu Beginn hauptsächlich um kulturelle Unterschiede von philosophischen Intuitionen, um unsere Intuitionen zum freien Willen, und um bestimmte Fragen der Handlungsphilosophie. In der Zwischenzeit haben experimentelle Philosophen ihre Forschung allerdings auf die meisten traditionellen philosophisch-relevanten Begriffe ausgeweitet, wie z. B. Kausalität, Glück und Wissen. Dementsprechend lassen sich verschiedene Teilbereiche in der experimentellen Philosophie unterscheiden. Die Literatur-Datenbank philpapers.org unterscheidet mittlerweile zwischen den folgenden Teilbereichen:
- experimentelle Handlungsphilosophie
- experimentelle Sprachphilosophie
- experimentelle Philosophie des Geistes
- experimentelle Epistemologie
- experimentelle Metaphysik und
- experimentelle Ethik.